# Vuelo 9268 de Red Wings Airlines
El Vuelo 9268 de Red Wings Airlines fue un vuelo de reposicionamiento, que el 29 de diciembre de 2012 a las 16:35 hora local (UTC+4) tuvo un accidente aéreo. El avión siniestrado, un Túpolev Tu-204-100B perteneciente a la aerolínea rusa Red Wings Airlines, había despegado del aeropuerto de Pardubice en la República Checa, para realizar un vuelo de reposicionamiento (sin pasajeros) al Aeropuerto Internacional de Moscú-Vnukovo en Rusia. El siniestro se produjo después del aterrizaje, cuando la aeronave sobrepasó la pista de aterrizaje quebrándose e incendiándose. En el accidente fallecieron 5 de los 8 tripulantes que se encontraban a bordo. El avión se salió de pista, deslizándose en tres trozos hasta alcanzar un terraplén entre la valla del aeropuerto y la autovía M3, con partes de este, incluyendo la cabina de vuelo, llegando hasta la carretera. La sección de la cabina de mando del avión se separó del resto del fuselaje.
Estaba nevando antes del accidente y había un significativo viento cruzado con ráfagas de hasta 29 nudos.

## La aeronave
La aeronave siniestrada era un Túpolev Tu-204-100B, un avión de pasajeros a reacción, diseñado por el fabricante aeronáutico ruso Tupolev. Esta aeronave, con número de fabricante 1450743164047, y con matrícula RA-64047, se había entregado a Red Wings Airlines el 12 de diciembre de 2008, contando hasta la fecha del accidente con 5 años de antigüedad. El aparato tenía acumuladas un total de 8672 horas de vuelo en un total de 2842 ciclos, mientras que el comandante del vuelo tenía más de 14500 horas de experiencia de vuelo, de las cuales más de 3000 las había hecho en aeronaves Tu-204.
Este accidente se convirtió en la primera pérdida de una aeronave para la aerolínea Red Wings Airlines. También se convirtió en el segundo accidente aéreo de un Tu-204, tras el accidente que tuvo lugar en 2010 del vuelo 1906 de Aviastar, que se produjo tras el intento fallido de aterrizaje en condiciones climatológicas adversas.

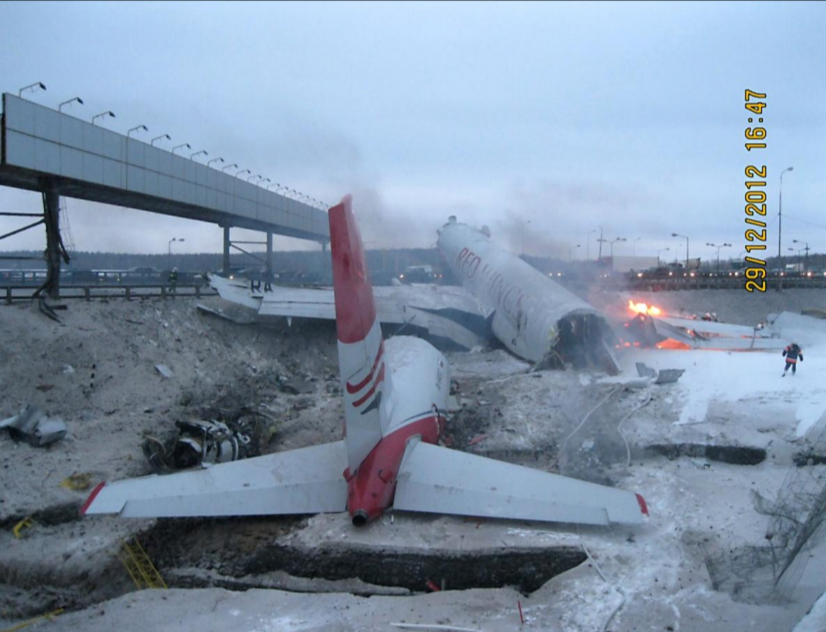
Restos de la aeronave.

 Además de eso, hubo 5 muertos.